# Сайхан-Овоо
Сайхан-Овоо — посёлок (монг. тосгон) в сомоне Сайхан аймака Булган на севере Монголии. На конец 2006 года население посёлка составляло около 500 человек, проживавших в 124 домохозяйствах.
Находится рядом с одноимённой горой. Вблизи посёлка находится угольная шахта, в которой, по разным оценкам, находится до 190 млн тонн угля.